# میکل روئدو
میکل روئدو (اسپانیایی: Mikel Rueda‎؛ زادهٔ ۶ ژوئیهٔ ۱۹۸۰) کارگردان فیلم و نویسنده اهل اسپانیا است. او فارغ‌التحصیل رشته ارتباطات سمعی و بصری با گرایش فیلمنامه از دانشگاه نابارا است.
از فیلم‌ها یا مجموعه‌های تلویزیونی که وی در آن‌ها نقش داشته‌است، می‌توان به پنهان‌شده اشاره نمود.